# Aristocracia obrera
El término aristocracia obrera o aristocracia del trabajo hace referencia a tres conceptos: uno usado en la teoría leninista, otro como crítica a cierta forma de sindicalismo y otro usado por el anarquismo.

## En el marxismo-leninismo
En la teoría leninista aristocracia obrera hace referencia a aquellos trabajadores (proletarios) de los países desarrollados que se benefician de la plusvalía extraída de los trabajadores de los países subdesarrollados. Este término fue introducido por Karl Kautsky en 1901 y teorizado por Lenin en su tratado El imperialismo: fase superior del capitalismo. De acuerdo con Lenin, las empresas en el primer mundo explotan a los trabajadores de los países en desarrollo –en los cuales los salarios son mucho más bajos–, lo cual provoca un aumento de los beneficios. Por medio de estos beneficios, las empresas pueden pagar salarios más altos a sus empleados del primer mundo, y esto lleva a que esta clase obrera esté satisfecha con su nivel de vida y rechace la revolución social.
Lenin consideraba que, a consecuencia de esta práctica, promovida por el imperialismo, la revolución obrera solo podría producirse al comienzo en un país subdesarrollado o semidesarrollado, en el eslabón más débil. Hay que señalar que en sus primeros escritos consideraba también la posibilidad de que surgiese en un país desarrollado, como Alemania. Posteriormente Stalin y Mao también defenderían esta teoría.
Esta teoría de la aristocracia obrera es controvertida en el movimiento marxista. Existen algunos partidos minoritarios que inciden en dicha teoría, generalmente de carácter leninista o maoísta. Ha destacado por su persistencia en algunos partidos políticos, por ejemplo, el Movimiento Internacionalista Maoísta.   Muchos trotskistas en el presente, a partir de Ernest Mandel, tienden a rechazar esta teoría –a pesar de que Trotski mismo la aceptó– por considerar que tiene implicaciones  tercermundistas.

## Crítica sindical
En los Estados Unidos y el Reino Unido, el término aristocracia del trabajo se usa como una crítica implícita a los sindicatos que han organizado a trabajadores de rentas elevadas y no tienen interés en sindicar a trabajadores de rentas medias o bajas, incluso en los casos en los que la organización de esos trabajadores consolidaría a los sindicatos implicados. De esos sindicatos se comenta que contienen reminiscencias de aristocracia obrera. Algunos ejemplos pueden ser los sindicatos de deportistas profesionales, que han conseguido elevar los salarios de cierta clase de trabajadores que ya percibían de antemano rentas altas —los deportistas profesionales— pero que rechazan organizar a otros trabajadores, incluyendo otros empleados en los equipos para los que trabajan.

## Crítica anarquista
El término "aristocracias obreras" o "aristocracia del trabajo" fue utilizado por primera vez por Mijaíl Bakunin en 1872 como una crítica a la noción de que los trabajadores organizados son los más radicales. Bakunin escribió: Para mí la flor del proletariado no es, como es para los marxistas, la capa superior, la aristocracia del trabajo, todos aquéllos que están más cultivados, los que aprenden más y viven más confortablemente que todos los demás trabajadores". Consecuentemente los anarquistas han cuestionado las "vanguardias" y dirigencias de los partidos obreros, especialmente en los  estados socialistas,  llamadolos peyorativamante "aristocracias obreras" y/o "burocracias rojas".